# Rodellar
Rodellar és una localitat i antic municipi d'Aragó a la província d'Osca. Actualment pertany al municipi de Bierge, a la comarca del Somontano de Barbastre. Està emplaçat a la Serra de Guara, dintre del parc natural del mateix nom, al barranc de Mascún.
El poble es divideix en tres barris: el de l'església, el de l'Honguera i el carrer baix, on es poden apreciar exemples d'arquitectura tradicional, característica d'aquesta part del Somontano. La festa major es celebra en honor a sant Llorenç els dies 9, 10 i 11 d'agost.
És conegut per les seves àrees de pràctica del barranquisme i senderisme, i com una de les millors zones d'escalada esportiva d'Europa.